# Révolution texane
 (février 2025).
Batailles
- Gonzales
- Concepción
- Grass Fight
- Béxar
- San Patricio
- Agua Dulce
- Fort Alamo
- Refugio
- Coleto
- San Jacinto

La révolution texane se déroule du 2 octobre 1835 au 21 avril 1836. Elle oppose le Mexique, alors centraliste, à une coalition de colons du Texas (république du Texas) originaires des États-Unis et de Tejanos (Texans mexicains). Ce soulèvement s'intègre dans un contexte d'oppositions entre centralistes et fédéralistes à l'intérieur du Mexique, à la suite de la prise du pouvoir par Antonio López de Santa Anna. Le Mexique avait officiellement aboli l'esclavage au Texas en 1829, et le désir des Anglo-Texans et des Tejanos de retablir l'esclavage au Texas était également une cause majeure de sécession.

## Résumé
La révolution éclate en octobre 1835, après une décennie de conflit larvé entre le gouvernement mexicain et la population de colons américains toujours plus nombreux au Texas, au point de devenir majoritaires dans cette région. Le centralisme accru du Mexique, qui réduit peu à peu les droits de ses citoyens, accroît les tensions, d'autant qu'il prétend restreindre l'arrivée de nouveaux immigrants. Si les colons d'origine américaine, parfois appelés Texians, sont alliés aux Tejanos pour lutter contre Santa Anna, ils se distinguent sur les buts de guerre. Les premiers sont en faveur de l'indépendance, tandis que les seconds veulent le retour à la constitution mexicaine de 1824. Pendant la guerre, ce débat est porté devant la Consultation, le gouvernement provisoire du Texas, tandis que les milices locales, soutenues par des volontaires venus des États-Unis, défont aisément les petites garnisons mexicaines jusqu'à la mi-décembre 1835. À cette date, la Consultation renonce à trancher le débat sur l'indépendance et installe un gouvernement d'intérim, dont l'indécision conduit à la paralysie politique et à un déficit de gouvernance effective du Texas. En outre, une expédition mal préparée pour envahir Matamoros mobilise l'essentiel des soldats et du matériel. En mars 1836, une deuxième convention politique finit par déclarer l'indépendance et la création de la république du Texas.
Déterminé à venger l'honneur du Mexique, Santa Anna décide de prendre en personne la tête de la campagne contre le Texas. Il pénètre dans la province à la mi-février 1836 et trouve les Texans mal préparés. Le général José de Urrea dirige un contingent lors de la campagne de Goliad, le long du littoral, en battant les troupes s'opposant à lui et en exécutant la plupart des prisonniers. Quant à Santa Anna, il marche sur San Antonio de Béxar (ou Béxar) et bat la garnison texane lors de la célèbre bataille de Fort Alamo.
Néanmoins, l'armée texane dirigée par Sam Houston reste opérationnelle, tandis que les civils sont contraints de fuir lors d'un événement appelé la Runaway Scrape. Le 31 mars, Houston s'arrête à Groce's Landing sur la Brazos pour astreindre ses soldats à un solide entraînement durant deux semaines. Dans le même temps, enhardi par son succès, Santa Anna en vient à sous-estimer son adversaire et divise ses forces. Le 21 avril, l'armée de Houston prend par surprise le général mexicain et met en déroute son avant-garde lors de la bataille de San Jacinto. Santa Anna lui-même est capturé et, en échange de sa vie, doit ordonner à son armée de se retirer au sud du Rio Grande. Si le Mexique persiste à refuser de reconnaître la république du Texas et mène des opérations sporadiques contre elle jusque dans les années 1840, les États-Unis finissent par annexer le territoire, qui devient le 28e État de l'Union en 1845, ce qui déclenche la guerre américano-mexicaine.

## Contexte

Une carte du Mexique entre 1835-1846. En rose, les régions subissant des mouvements séparatistes.

L'histoire européenne du Texas commence avec une tentative avortée de colonisation par la France, à la fin du XVIIe siècle. C'est ensuite l'Espagne qui entreprend de développer la région. Dans sa partie sud, le long des fleuves Medina et Rio Nueces, le Texas espagnol est bordé par la province de Coahuila. À l'est, il est frontalier de la Louisiane, vendue en 1803 par Napoléon aux récents États-Unis. Ces derniers revendiquent aussi les terres à l'ouest de la Sabine, jusqu'au Rio Grande. De 1812 à 1813, des républicains anti-espagnols et des flibustiers américains se rebellent contre l'Empire espagnol, dans ce qui est connu comme l'expédition Gutierrez-Magee lors de la guerre d'indépendance mexicaine. Après plusieurs succès, les rebelles se déclarent indépendants et s'intègrent au sein de la république mexicaine, le 17 avril 1813. Le nouveau gouvernement texan est néanmoins confronté à la grave défaite de la bataille de Medina, en août 1813, lors de laquelle la quasi-totalité de son armée (1 300 hommes sur 1 400) sont tués ou exécutés par les loyalistes espagnols. Peu après, 300 représentants du gouvernement texan sont arrêtés et exécutés. Néanmoins, parmi les acteurs de cet épisode figurent plusieurs personnages importants des événements à venir, comme José Antonio Navarro et José Francisco Ruiz. Enfin, si, en 1819, les Américains renoncent à leur revendication territoriale à l'occasion du traité transcontinental avec l'Espagne, beaucoup continuent de penser que le Texas devrait faire partie du nouvel État et le gouvernement fédéral américain formule plusieurs propositions d'achats dans les années qui viennent.
Finalement, le Mexique parvient à se rendre indépendant et le Texas en fait partie. Dans la Constitution mexicaine de 1824, le nouvel État est défini comme fédéral et les provinces du Texas et de Coahuila deviennent l'État de Coahuila y Texas. Toutefois, le Texas proprement dit ne dispose que d'un siège à la législature d’État et, bientôt, une révolte éclate parmi les Tejanos (les habitants nés mexicains du Texas), qui protestent contre la perte de leur autonomie politique, ce qui conduit à la création d'un département texan, dont la capitale est San Antonio.
Le Texas est alors très peu peuplé, avec seulement 3 500 habitants et uniquement 200 soldats. C'est donc un territoire très vulnérable face à des attaques menées par les Amérindiens ou des flibustiers américains. Le gouvernement mexicain, conscient du danger, tente de stimuler l'arrivée de colons dans la région, dont il libéralise la politique migratoire. Bientôt, ce sont des immigrants originaires des États-Unis (les Anglos ou texians) qui s'installent et dépassent en nombre les Tejanos. Dans l'ensemble, ils viennent surtout des États du sud et sont parfois des propriétaires d'esclaves, qui ne sont guère favorables à la population locale. En outre, souvent protestants, ils sont en butte avec la domination du catholicisme au Mexique.
Les autorités mexicaines s'inquiètent de plus en plus de la stabilité de la région. Mais, quand elles abolissent l'esclavage en 1829, le Texas est au bord du soulèvement. Le président Anastasio Bustamante doit promulguer une loi, l'année suivante, qui prohibe toute immigration américaine au Texas, accroît les impôts et réitère l'abolition de l'esclavage. Les colons texans décident d'ignorer la loi. En 1834, ce sont 30 000 Anglos qui peuplent l'Etat de Coahuila y Tejas, contre 7 800 Tejanos. À la fin de l'année 1835, les Afro-Américains représentant 13 % de la population non-amérindienne, soit 5 000 personnes.
En 1832, Antonio López de Santa Anna se révolte contre Bustamante. Les Texans originaires des États-Unis s'en saisissent comme d'un prétexte pour prendre les armes. À la mi-août, toutes les troupes mexicaines sont chassées de l'est du Texas. Enhardis, les Texans tiennent deux conventions politiques qui visent à persuader les autorités mexicaines de revenir sur les lois susmentionnées. En novembre 1833, le gouvernement tente de répondre à certaines doléances en reprenant des dispositions de la loi et en faisant quelques concessions, dont une représentation accrue du département du Texas au sein de la législature d'Etat. Stephen Fuller Austin, à l'origine de l'arrivée des premiers colons américains au Texas, estime que les revendications ont été entendues mais, à Mexico, la méfiance demeure face à ce qui est perçu comme une manœuvre sécessionniste.
Quand il arrive au pouvoir, Santa Anna se montre rapidement soucieux de recentraliser son gouvernement. En 1835, il promulgue une nouvelle constitution. La législature d'Etat est démise, de même que les milices, au grand dam des fédéralistes. Dans les états de Oaxaca et de Zacatecas, les habitants prennent les armes et subissent la répression du pouvoir central. Agustin Viesca, gouverneur de Coahuila y Tejas, refuse de dissoudre la législature, qu'il réunit à Béxar. Dans le même temps, le Tejano Juan Seguin lève une milice pour aider le gouverneur mais le conseil municipal de Béxar lui demande de ne pas intervenir et Viesca est arrêté avant d'atteindre le Texas.
L'opinion publique au Texas est alors divisée. Des éditoriaux aux États-Unis appellent à l'indépendance du territoire. En juin 1835, plusieurs hommes protestent fortement contre les droits de douane à Anahuac et des chefs locaux demandent la réunion d'une sorte de convention pour déterminer si une majorité se dégage en faveur de l'indépendance, d'un retour au fédéralisme, ou du status quo. La plupart des communités acceptent d'envoyer des délégués à cette assemblée, qui se réunit le 15 octobre.
Dès avril 1835, les commandants militaires au Texas demandent des renforts, face à la crainte d'une révolte populaire. Dans l'ensemble, le Mexique est mal préparé à la perspective d'une guerre civile mais le pouvoir de Santa Anna pourrait être compromis par des troubles incessants au Texas. En effet, il court le risque de perdre le contrôle d'une part notable de son pays, qui sert de tampon face aux États-Unis, dont l'influence pourrait bien croître, notamment sur les territoires du Nouveau-Mexique et de Haute-Californie. Santa Anna sait qu'il doit intervenir avant que le gouvernement américain n'ait la tentation de s'impliquer. Au début du mois de septembre, Santa Anna ordonne à son beau-frère, le général Martin Perfecto de Cos, de conduire 500 soldats au Texas, pour y réprimer toute rébellion. Ils débarquent au port de Copano le 20 septembre et Stephen Austin appelle toutes les communautés à constituer des milices pour se défendre.

## Offensive texane

### Premiers combats à Gonzales

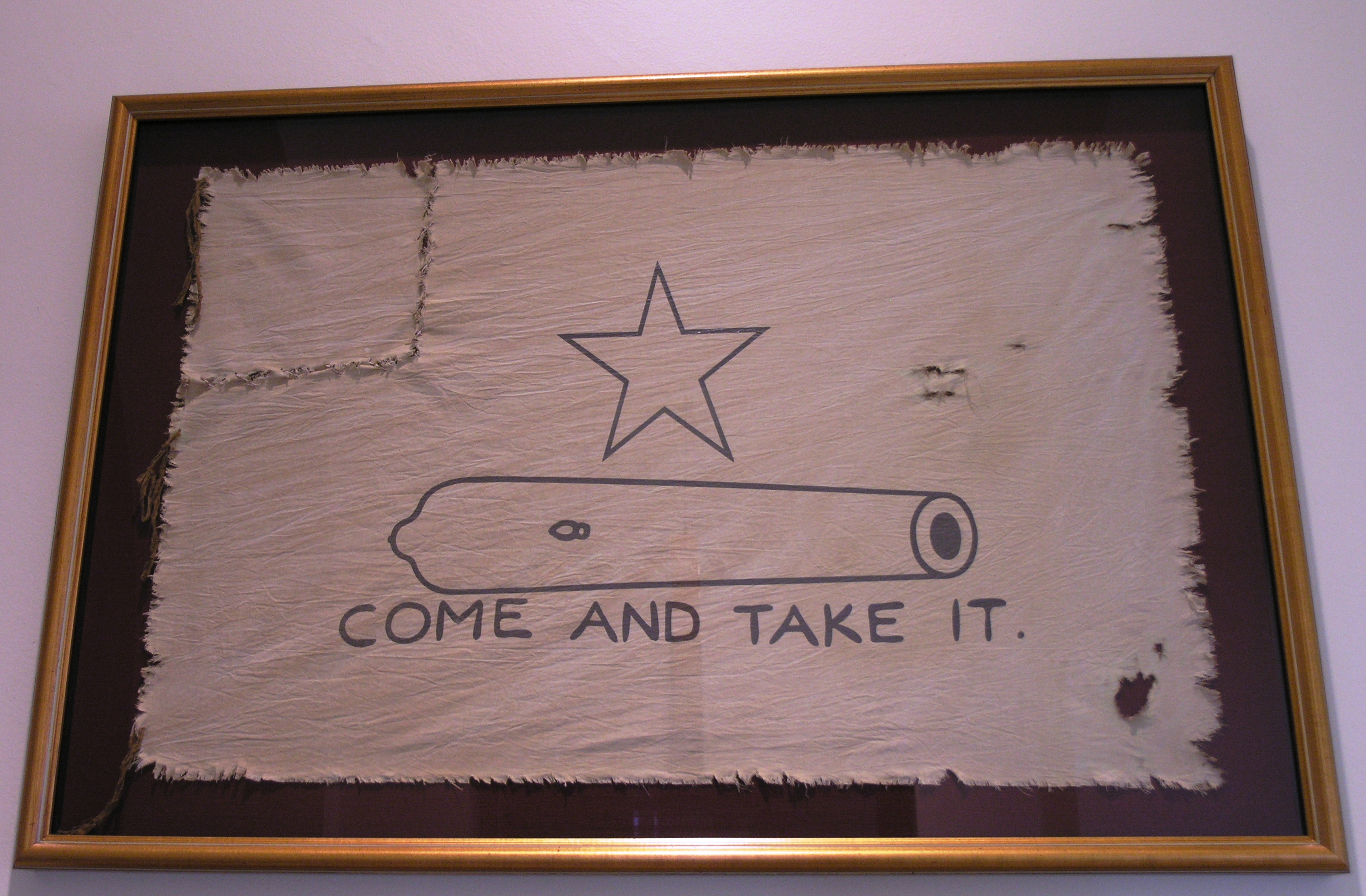
Reproduction du drapeau levé par les rebelles texians face aux Mexicains à Gonzales.

Au début des années 1830, l'armée mexicaine prête aux habitants de Gonzales (Texas) un petit canon pour se protéger des attaques indiennes. Toutefois, le 10 septembre 1835, un soldat mexicain bastonne un habitant et les tensions grimpent d'un cran. Les autorités décident alors de récupérer l'équipement militaire. Le colonel Domingo de Ugartechea, qui dirige les forces présentes au Texas, envoie un petit détachement récupérer la pièce d'artillerie. Toutefois, il est expulsé de la ville par les colons et Ugartechea envoie 100 dragons obtenir la rétrocession du canon, si besoin par la force.
Pour les habitants, il s'agit d'un prétexte pour prendre d'assaut la ville et éliminer la milice et ils font durer les négociations pendant plusieurs jours, le temps d'obtenir des renforts. Dans les premières heures du 2 octobre, 140 volontaires texians attaquent le détachement de dragons, dirigé par le lieutenant Casteneda. Ce dernier demande rapidement l'ouverture de pourparlers avec John Henry Moore, leader des Texians. Il lui explique qu'il a des sympathies fédéralistes mais qu'il doit obéir aux ordres. Quand Moore revient dans la ville, les habitants lèvent une bannière blanche comprenant un canon noir en son centre, avec les mots « Come and take it (Venez le prendre) ». Conscient de son infériorité numérique, Castaneda est contraint de battre à retraite vers Béxar. Cette première escarmouche a coûté deux hommes aux Mexicains et un blessé aux Texians. Si l'événement est considéré comme anodin par l'historien William C. Davis, les Texians en font une victoire contre les Mexicains, dont la nouvelle se répand vite à travers les États-Unis et provoque l'arrivée de volontaires dans la province rebelle.
Le 11 octobre, les troupes rebelles acclament Austin et en font leur général en chef, même s'il n'a aucune expérience militaire. Dans l'ensemble, cette troupe de milices manque de discipline et le premier ordre d'Austin est de rappeler aux soldats qu'ils doivent avant tout obéir aux ordres. En outre, enhardis, les Texians espèrent bien chasser les Mexicains du Texas et entament leur marche sur Béxar.

### Campagne du Golfe
Quand il apprend que les troupes texianes ont attaqué Castaneda à Gonzales, le général Cos se hâte de rejoindre Béxar. Les Texians, eux, se dirigent sur Presidio La Bahía (Goliad aujourd'hui), où ils espèrent le trouver pour le faire prisonnier. Le 10 octobre, 125 volontaires prennent d'assaut le fort et la garnison mexicaine se rend après 35 minutes de combat. Les Texians n'ont qu'un ou deux blessés et ont tué trois adversaires. 
Les Texians ne tardent pas à s'établir dans le fort et la trentaine de volontaires tejanos sont envoyés en renfort d'Austin, qui marche sur Béxar. À la fin du mois, le capitaine Philip Dimmitt envoie un groupe d'hommes, dirigé par Ira Westover, engager la garnison du fort Lipantitlan, près de San Patricio. Le 3 novembre, il tombe sans qu'un coup de feu ne soit tiré. Il est en cours de démantèlement quand une partie de la garnison, alors en patrouille, s'en approche. Elle est renforcée de quinze à vingt volontaires loyalistes de San Patricio. Le combat dure une demi-heure, à l'avantage des rebelles. Ce succès assure aux Texians le contrôle du littoral du golfe du Mexique. Désormais, les communications et envois de renforts et de matériels doivent nécessairement passer par la terre, au prix d'un substantiel délai supplémentaire pour les Mexicains.
Sur le chemin du retour pour Goliad, Westover croise le gouverneur Viesca, qu'il libère. Il repart alors pour le Texas y recréer un gouvernement. Or, si Dimitt l'accueille, il ne lui reconnaît pas la qualité de gouverneur, ce qui cause des troubles parmi les miliciens, souvent fidèles à Viesca. Dimmitt doit déclarer la loi martiale et s'aliène bientôt l'essentiel des habitants. Lors des mois qui suivent, la zone entre Goliad et Refugio devient le théâtre d'une guerre civile. Carlos de la Garza, originaire de Goliad, mène une guerilla contre les troupes texianes. Selon l'historien Paul Lack, ces dernières ne peuvent annihiler toute opposition mais elles sont suffisamment actives pour convaincre les indécis de rejoindre la lutte contre les centralistes.

### Siège de Béxar
Pendant que Dimmitt supervise les forces texanes positionnées le long du Golfe du Mexique, Austin conduit ses hommes vers Béxar, pour combattre Cos. Très confiant, il pense pouvoir les mettre en déroute et beaucoup de délégués de la Consultation le joignent dans sa marche. De ce fait, privée de quorum, elle ne peut plus se réunir. Le 16 octobre, les Texans s'arrêtent à une quarantaine de kilomètres de Béxar. Austin envoie alors un message à Cos, dans lequel il énonce les conditions qui pourraient le conduire à arrêter le combat. Cos lui réplique que le Mexique ne cèdera pas face aux exigences d'étrangers.
Les 650 Mexicains retranchés dans Béxar barricadent à la hâte la cité qui, en quelques jours, est assiégée par les 450 Texans. Le 27 octobre, un groupe d'éclaireurs dirigé par James Bowie et James Fannin s'installe à Mission Concepcion, avec l'idée d'en faire le camp principal de l'armée texane. Dès qu'il apprend que l'armée adverse est en partie divisée, Ugartechea envoie ses troupes combattre Bowie et Fannin. Néanmoins, la cavalerie mexicaine est gênée par le terrain, encaissé et boisé, qui l'empêche de se déployer. En outre, l'infanterie dispose d'un armement à la portée moins importante que les fusils des Texans. Malgré trois assauts, Ugartechea ne peut que constater son incapacité à faire plier l'avant-garde ennemie et il décide de se replier. Au total, les Texans ne comptent qu'un mort, tandis que les pertes mexicaines, difficiles à estimer, vont de 14 à 76 tués. Selon l'historien Stephen Hardin, ce succès finit de persuader les Texans de leur supériorité, en instillant chez eux un certain dédain pour leurs adversaires.
La saison avançant, le temps se fait plus frais et les rations moins importantes. Des groupes de Texans commencent alors à déserter. Néanmoins, le moral repart à la hausse le 18 novembre, quand le premier groupe de volontaires américains, les New Orleans Greys, se joint à l'armée rebelle. À la différence des soldats texans qui sont de simples miliciens, ils ont l'allure de véritables soldats, avec des uniformes, des munitions adaptées et un semblant de discipline.
Au cours du siège, Austin devient commissaire auprès des États-Unis et c'est Edward Burleson qui est élu par les soldats pour lui succéder. Le 26 novembre, le nouveau général apprend qu'un train de ravitaillement mexicain, composé de mules et de chevaux accompagnés de 50 à 100 soldats est à moins de 10 kilomètres de Béxar. Il envoie Bowie et William H. Jack les intercepter avec succès, puisqu'ils s'emparent des matériels et des vivres. Néanmoins, les Texans s'aperçoivent vite que les vivres se réduisent à du fourrage pour les chevaux, ce qui a donné son nom à l'affrontement, appelé Grass Fight, se traduisant grosso modo par « combat pour de l'herbe ». En dépit de ce succès, le moral des troupes s'affaiblit à mesure que l'hiver approche. Après le rejet de plusieurs propositions d'un assaut, Burleson propose le 4 décembre que l'armée se retire vers Goliad jusqu'au printemps. Cependant, le colonel Ben Milam décide de recruter des volontaires pour une attaque, menée dès le lendemain matin. Plusieurs centaines de Texans partent à l'assaut. La bataille dure quatre jours dans les rues de la ville, pour tenter d'approcher la place fortifiée en son centre.
Du côté mexicain, le général Cos reçoit 650 renforts le 8 décembre mais il se rend rapidement compte qu'il s'agit de soldats recrutés parmi des criminels, certains étant encore enchaînés et il préfère se passer de leurs services. En réalité, ces prétendus renforts sont des bouches à nourrir en plus. Le 9 décembre, Cos et le gros de ses troupes doivent se replier sur Mission Alamo, dans les environs de Béxar. Cos prévoit alors de contre-attaquer mais les officiers de cavalerie craignent de finir encerclés et refusent d'obéir. Autour de 175 soldats de quatre compagnies de cavalerie partent vers le sud, couverts par les officiers qui affirment qu'ils ont simplement mal compris les ordres. Cos est alors contraint de se rendre. Il doit quitter le Texas avec ses troupes restantes et ne plus combattre les partisans de la Constitution de 1824. Désormais, la province est libre de toute troupe mexicaine organisée. Pour les Texans, la victoire est acquise et Burleson quitte la direction de l'armée le 15 décembre pour rentrer chez lui, tout comme de nombreux soldats. C'est le colonel Frank W. Johnson qui prend la tête des troupes encore mobilisées, soit 400 hommes.
Selon l'historien Barr, l'importance du nombre de volontaires américains qui participent au siège de Béxar convainc le Mexique que des influences extérieures, en l'occurrence américaines, sont à la racine de la révolte texane. Cependant, en octobre 1835, l'armée texane ne compte que 150 à 200 volontaires américains sur ses 1 300 soldats, largement originaires de différents lieux au Texas. Seulement, ce sont eux qui se dispersent après la prise de Béxar et l'armée restante est composée aux trois-quarts de soldats originaires des États-Unis.

## Consolidation de la révolte (novembre 1835-mars 1836)

### LaConsultationet l'expédition de Matamoros
La Consultation finit par se réunir le 3 novembre à San Felipe, avec 58 des 98 délégués élus. Durant plusieurs jours, les débats sont animés et les délégués votent la création d'un gouvernement provisoire, basé sur les principes de la Constitution de 1824. Sans déclarer l'indépendance, ils insistent sur le fait qu'ils ne rejoindront le Mexique qu'à la condition d'un rétablissement du fédéralisme. Le gouvernement créé comprend un gouverneur et un General Council, composé d'un représentant par municipalité. Il est attendu de ces deux branches qu'elles collaborent entre elles, sans mise en place d'un système de checks and balances proprement dit.
Le 13 novembre, les délégués votent la création d'une armée régulière dont Sam Houston assure le commandement. Pour attirer des volontaires américains, les soldats se voient doter de propriétés foncières. C'est une décision d'importance car toutes les terres publiques sont détenues soit par l'état fédéré, soit par le gouvernement fédéral. Ainsi, en prévoyant d'en affecter à des individus, le Texas se positionne déjà comme un Etat indépendant. En dépit de l'officialisation de cette armée, Sam Houston n'a pas autorité sur les volontaires dirigés par Austin, qui se sont enrôlés avant la décision de la Consultation. Houston est aussi nommé au comité restreint pour les affaires indiennes. Par ailleurs, trois hommes, dont Austin, ont comme mission de rejoindre les États-Unis pour y collecter des fonds, des vivres et recruter des volontaires. Enfin, Henry Smith est élu gouverneur, avant que la Consultation ne soit ajournée le 14 novembre, laissant Smith gérer les affaires texanes avec le General Council. 
Cependant, le nouveau gouvernement texan ne dispose pas de budget, c'est à l'armée de se fournir en matériels. Rapidement, les autorités se rendent impopulaires, dès lors que les vivres se montrent rares, en particulier dans les régions autour de Goliad et Béxar, où les troupes texanes sont basées. En outre, cette mesure n'encourage guère l'arrivée de volontaires.
En parallèle, les Texans continuent de débattre sur la finalité de la révolte, qu'elle soit menée pour l'indépendance ou pour le retour au fédéralisme. Le 22 décembre, les soldats basés à La Bahia publient la Déclaration d'indépendance de Goliad. Le General Council rechigne à trancher et appelle à de nouvelles élections pour nommer les délégués à la convention de 1836. Tous les hommes libres et blancs peuvent voter, de même que les Mexicains qui ne sont pas des partisans du centralisme. Smith tente de s'opposer à cette tolérance, estimant que les Tejanos aux sympathies fédéralistes devraient aussi être interdits de vote.
Si les rebelles texans sont de plus en plus tentés par la voie de l'indépendance, les fédéralistes restent actifs et plaident pour une attaque contre les troupes centralistes basées à Matamoros, sur le Rio Grande. Bientôt, les délégués texans se joignent à cette idée, espérant entraîner avec eux d'autres provinces mexicaines aux idées fédéralistes, mais aussi en gardant sous tension une armée qui pourrait être tentée de se démobiliser. Enfin, c'est une occasion de porter la guerre au-delà des frontières. Le plan est approuvé le 25 décembre et, le 30 décembre, Johnson et son adjoint, le docteur James Grant, commencent la préparation de l'expédition.
Dans le même temps, les tensions grandissent entre Smith et le General Council. Le 9 janvier 1836, Smith menace de le dissoudre, à moins qu'il n'accepte de révoquer l'accord donné à l'expédition de Matamoros. Deux jours plus tard, le General Council vote la défiance contre Smith et élit James W. Robinson comme gouverneur, sans qu'il soit possible de savoir s'il a la compétence d'agir ainsi.
Cette crise touche directement l'armée texane car Houston, qui estime que son autorité est remise en question par le rejet de Smith, décide de prendre la route de Nacogdoches pour négocier un traité avec les Cherokees. Il estime que le Texas devrait reconnaître les droits des Cherokees sur l'est de la région, dès lors qu'ils acceptent de ne pas attaquer les colons ou de soutenir l'armée mexicaine. Pendant qu'il mène ces négociations, c'est Fannin qui dirige ceux des soldats qui n'ont pas souhaité prendre part à l'expédition de Matamoros.
Enfin, le General Council n'a prévu aucune disposition pour organiser le vote des délégués de la convention en février. Chaque municipalité doit déterminer ses propres règles, sachant que les orientations de la population peuvent se heurter à celles des volontaires arrivés des États-Unis, dont la question du droit de vote se pose. A Nacogdoches, le magistrat chargé du scrutin refoule une compagnie de 40 volontaires venus du Kentucky quelques jours avant mais, rapidement, ils s'emparent de leurs armes et sont finalement autorisés à participer au vote. En outre, les rumeurs de l'avancée du général Santa Anna attisent les tensions entre les différentes composantes de la population texane, tant les migrants originaires des États-Unis que les Tejanos et les Amérindiens.

### Politique mexicaine
Quand les nouvelles du soulèvement texan arrivent aux oreilles de Santa Anna le 23 octobre, une large part de l'élite dirigeante mexicaine ne prête guère attention à l'événement. Beaucoup blâment les Anglos pour leur incapacité à se soumettre aux lois et à la culture de leur nouveau pays. Néanmoins, il relève de l'honneur du Mexique d'écraser ce qui est perçu comme un soulèvement d'étrangers. Santa Anna transmet ses pouvoirs présidentiels à Miguel Barragán, de manière à conduire en personne son armée contre les Texans, qu'il espère soumettre rapidement. Le secrétaire mexicain à la guerre, José Maria Tornel, écrit : « La supériorité du soldat mexicain sur les montagnards du Kentucky et les chasseurs du Missouri est bien connue. Des vétérans de vingt ans de guerre ne peuvent être intimidés par des miliciens ignorants de l'art de la guerre, incapables de la moindre discipline et prompts à l'insubordination ».
A cette époque, seuls 2 500 soldats sont disponibles, un nombre bien trop faible pour écraser une rébellion tout en assurant la sécurité du territoire face aux attaques des Amérindiens et des fédéralistes. Selon l'auteur Will Fowler, Santa Anna finance l'expédition au Texas grâce à trois prêts, un de la ville de San Luis Potosí et deux autres de riches personnages : Cayetano Rubio et Juan N. Errazo. Santa Anna a aussi garanti une partie du remboursement sur ses propres deniers. Il rassemble une armée qu'il nomme Army Operations in Texas soit « la force d'intervention au Texas ». La plupart des soldats sont des conscrits ou bien des criminels qui ont préféré l'enrôlement à la prison. Armés des médiocres Brown Bess, les officers mexicains ont conscience de ne pas avoir la portée des armes texanes mais Santa Anna est convaincu que sa supériorité tactique assurera la victoire. Enfin, le ravitaillement se montre vite insuffisant du fait d'une forte corruption, tandis que le corps expéditionnaire ne comprend aucune section médicale.
À la fin du mois de décembre, et sur la demande de Santa Anna, le congrès mexicain prend le décret Tornel, par lequel tout étranger combattant contre les troupes mexicaines serait considéré comme un pirate et traité comme tel, dès lors qu'il est citoyen d'un pays qui n'est pas en guerre contre la République mexicaine et qu'il ne se bat pas sous la bannière d'un Etat reconnu. A cette époque, être traité comme un pirate équivalait à être exécuté sans autre forme de procès, ce qui impliquait que l'armée mexicaine pouvait ne pas faire de prisonniers dans sa campagne au Texas. Pour autant, la publicité autour de cette mesure reste limitée et il est probable que bon nombre des Américains combattants au Texas n'en aient pas eu connaissance.
En décembre 1835, 6 019 soldats commencent leur marche contre le Texas. Les progrès sont d'abord plutôt lents car les bêtes de somme sont en nombre insuffisant, tandis que les civils chargés de les diriger n'hésitent pas à quitter le convoi dès que leur salaire n'est pas payé. En outre, un nombre important de femmes et d'enfants suivent la troupe et contribuent à amplifier le problème du manque de ravitaillement. A Saltillo, les hommes de Cos venus de Béxar se joignent à Santa Anna.
A Saltillo, l'armée a trois options : progresser le long de la côte sur la route d'Atascocita de Matamoros à Goliad, marcher sur Béxar depuis le sud ou bien depuis l'ouest, le long de Camino Real. Santa Anna ordonne au général José de Urrea de prendre la tête de 500 hommes en direction de Goliad. Si la majorité des officiers plaident pour que le gros de l'armée progresse le long du littoral, pour bénéficier du soutien de la flotte, Santa Anna préfère se concentrer sur Béxar, le centre politique du Texas. La reddition de son beau-frère reste une source d'humiliation et Santa Anna est déterminé à l'effacer. En outre, il pense probablement que la ville est plus facile à prendre car ses espions l'ont informé que l'armée texane est principalement massée le long du littoral, préparant l'expédition de Matamoros. Santa Anna prend la route de Camino Real, trompe les Texans, qui s'attendent à un assaut par le sud. Le 17 février, il traverse le Nueces et rentre au Texas.
Cependant, leur progression est perturbée par le froid mordant qui frappe le Texas. Le 13 février, les températures chutent et 40 centimètres de neige recouvrent le paysage. Or, la plupart des Mexicains ne sont guère habitués à de telles conditions, provenant souvent de territoires tropicaux comme le Yucatan. Plusieurs meurent d'hypothermie et d'autres contractent la dysenterie. En outre, ceux qui ne peuvent suivre le rythme sont tués par des Comanches. Pour autant, Santa Anna n'abandonne et continue sa progression, entraînant l'évacuation vers le nord des colons sur leur chemin, laissant leurs habitations être pillées par les Mexicains.

## Offensive de Santa Anna: février-mars 1836

### Bataille de Fort Alamo

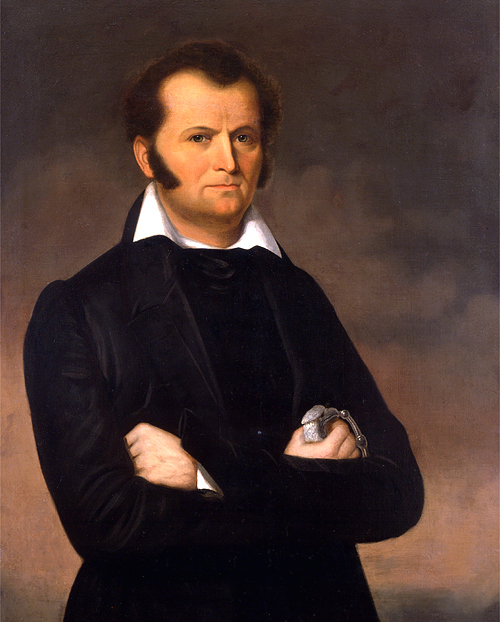
Portrait de James Bowie.

La Mission Alamo de Béxar devient rapidement la cible des Mexicains. Or, la garnison est réduite à une centaine d'hommes, dirigée par le colonel James C. Neill. En janvier, Houston envoie trente hommes dirigés par James Bowie retirer l'artillerie qui défend le fort pour ensuite le démanteler, car il s'estime incapable d'envoyer les effectifs suffisants pour le défendre efficacement. Toutefois, Bowie rejette rapidement les ordres de Houston. Il est convaincu par Neill que le succès de la rébellion repose sur la capacité à conserver Béxar, qui contrôle une bonne partie de la frontière et sert de verrou sur la route du fleuve Sabine. De ce fait, il prend la décision d'épauler Neill dans la défense de Fort Alamo, se disant prêt à mourir s'il le faut dans une lettre au gouverneur Smith. La garnison ne reçoit que peu de renforts, dont une trentaine de cavaliers commandés par l'officier William Travis le 3 février et, cinq jours plus tard, un groupe de volontaires menés par le célèbre Davy Crockett. Le 11 février, Neill quitte la mission pour mobiliser de nouveaux renforts et ramener du ravitaillement, laissant Travis et Bowie conduire la défense de la position.
Le 23 février, les éclaireurs texans informent la garnison de l'approche mexicaine. À la hâte, elle rassemble la nourriture qu'elle peut trouver dans la ville de Béxar pour la ramener à Alamo. Dès la fin de l'après-midi, Béxar est occupée par 1 500 Mexicains qui lèvent un drapeau rouge, signifiant « pas de quartiers ». Durant les treize jours à venir, les Mexicains assiègent Fort Alamo. Au début, plusieurs escarmouches donnent de l'optimisme aux défenseurs, sans qu'aucune n'ait de réel impact. Le 24 février, Bowie est tombé malade et le commandement passe à Travis. Le lendemain, il envoie des messagers portant une lettre intitulée To the People of Texas and All Americans in the World (Au peuple du Texas et à tous les Américains dans le monde), pour demander des renforts. Cette missive ne tarde pas à être imprimée partout aux États-Unis et dans la plupart de l'Europe. Les volontaires texans et américains sont déjà rassemblés à Gonzales, en attendant l'arrivée de Fannin pour les commander jusqu'à Alamo. Le 26 février, Fannin est prêt à marcher à la tête des 300 hommes pour Alamo mais cette force fait marche arrière dès le lendemain et seuls 100 renforts atteignent Fort Alamo.
Le 3 mars, les Mexicains reçoivent 1 000 hommes en renfort et, le lendemain, une habitante (peut-être une cousine de Bowie) est envoyée négocier une reddition mais elle essuie une fin de non-recevoir. Le 6 mars, Santa Anna décide de passer à l'action, en dépit de l'opposition de ses officiers, qui préféreraient attendre l'arrivée de l'artillerie. Il estime qu'une victoire remonterait le moral de ses troupes et enverrait un message aux rebelles.

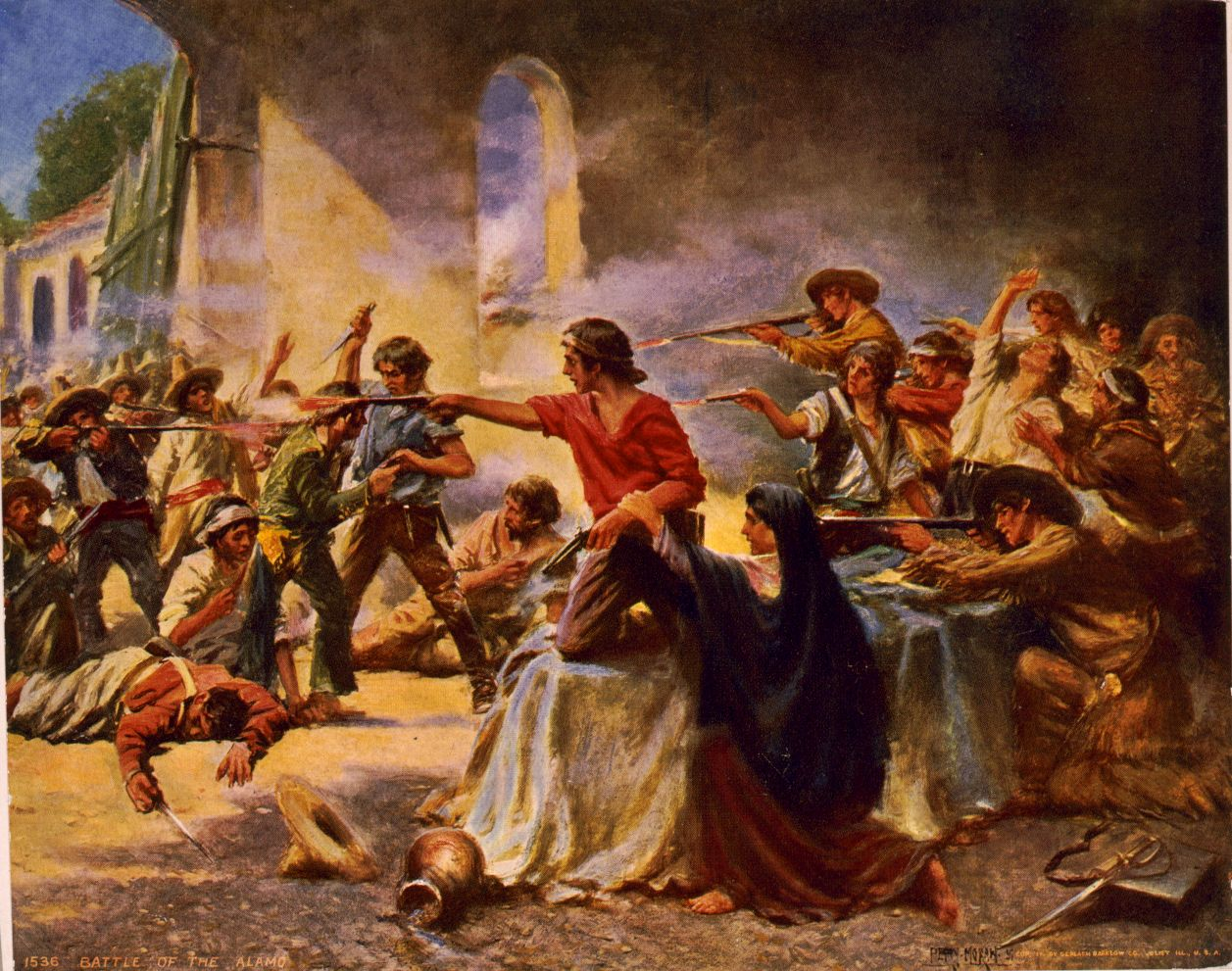
Battle of the Alamo, tableau de Edward Percy Moran, 1912.

Dans les premières heures du 6 mars, l'armée mexicaine attaque le fort. Elle est d'abord en difficultés et, alors que seuls les hommes en première ligne ont la portée pour tirer, les soldats plus en arrière, inexpérimentés, tirent aussi sans aucune efficacité. Pire encore, il semble qu'ils aient été à l'origine de tirs amis. Néanmoins, les assaillants parviennent à franchir les murailles, obligeant 80 Texans à tenter de fuir, avant d'être bloqués par la cavalerie mexicaine. En l'espace d'une heure, ce sont 182 à 257 défenseurs qui sont tués, tandis que de quatre à sept d'entre eux, incluant peut-être Davy Crockett, décident de se rendre. Si le général Manuel Fernandez Castrillon plaide pour les épargner, Santa Anna décide de les faire exécuter.
Les quelques survivants, principalement des femmes et des enfants, sont interrogés par Santa Anna avant d'être relâchés. Susanna Dickinson est ainsi envoyée à Gonzales avec Joe, l'esclave de Travis, où elle répand la nouvelle de la défaite texane. Le président mexicain espère alors que son intransigeance sur le sort des rebelles sera suffisant pour affaiblir la résistance texane.

### Campagne de Goliad
De son côté, Urrea atteint Matamoros le 31 janvier. De conviction fédéraliste, il convainc rapidement d'autres sympathisants de la région que les buts de guerre des Texans sont la sécession. Leur tentative d'enclencher une révolte fédéraliste à Matamoros est alors décrite comme une volonté de détourner l'attention du pouvoir central mexicain du Texas. Une fois qu'il s'est assuré du soutien des forces locales, Urrea utilise des agents doubles mexicains pour convaincre Johnson et Grant qu'ils peuvent aisément prendre Matamoros. Alors que Johnson attend à San Patricio avec un petit groupe d'hommes, Grant patrouille dans la région entre le fleuve Nueces et Matamoros, probablement à la recherche de chevaux supplémentaires mais également pour établir des contacts au sein de Matamoros.
Peu après minuit, le 27 février, Urrea surprend les forces de Johnson. Seuls six hommes, dont Johnson, parviennent à s'enfuir, tandis que les autres sont capturés ou tués. Peu après, les Mexicains parviennent à localiser Grant et ses hommes et lui tendent une embuscade à la bataille d'Agua Dulce le 2 mars. Douze Texans sont tués, dont Grant, quatre sont capturés et six s'échappent. Si Urrea a comme ordres d'exécuter les captifs, il décide de les épargner et de les transférer à Matamoros.
Le 11 mars, Fannin envoie le capitaine Amon B. King évacuer les colons à Refugio. Toutefois, King et ses hommes perdent une journée à rechercher des sympathisants centralistes dans la zone. Quand ils arrivent à Refugio, le 12 mars, la position est rapidement assiégée par l'avant-garde d'Urrea, soutenue par des miliciens locaux centralistes. Le même jour, Fannin reçoit l'ordre de détruire Presidio la Bahia (renommé Fort Defiance) et de marcher sur Victoria. Toutefois, Fannin refuse de laisser des hommes derrière lui et envoie William Ward avec 120 hommes pour soutenir King. Si ces renforts parviennent à repousser les troupes qui assiègent l'église, ils ne repartent pas dans la foulée pour Goliad et lancent des raids contre des ranchs locaux. 
Or, le 14 mars, Urrea arrive avec un millier d'hommes. Lors de la bataille de Refugio, les Texans repoussent d'abord plusieurs assauts en infligeant de lourdes pertes aux Mexicains grâce à la précision et la portée de leurs fusils. Toutefois, à la fin de la journée, ils sont épuisés et presque à court de munitions. Ward ordonne alors une retraite et, grâce à la couverture de la nuit et de la pluie, les Texans parviennent à échapper aux Mexicains, ne laissant derrière eux que les hommes les plus sérieusement blessés. Néanmoins, dans les jours qui suivent, les hommes d'Urrea, aidés de partisans locaux, parviennent à rattraper beaucoup des Texans et la plupart sont exécutés, n'épargnant que quelques hommes après les supplications de leurs épouses. En outre, le colonel Juan José Holzinger appelle à la clémence pour les soldats non-américains.
D'ici la fin du 16 mars, le gros des forces d'Urrea commence à marcher sur Goliad pour bloquer Fannin. Ce dernier, en attente de messages de King et Ward, continue de retarder l'évacuation de la ville jusqu'au 18 mars. Mais c'est à cette date que l'avant-garde de Urrea apparaît devant la ville. Rapidement, les cavaleries des deux belligérants se harcèlent et les Texans tentent d'organiser leur retraite. Le 19 mars, ils parviennent à se retirer mais s'arrêtent après à peine six kilomètres pour se reposer et permettre aux bêtes de somme de se nourrir. Cela permet à Urrea de les rattraper dans l'après-midi, alors que Fannin et trois cents hommes traversent une praire. Urrea veut les empêcher de trouver le couvert des arbres en les encerclant. Les Texans forment un carré d'infanterie pour leur défense et ils repoussent trois attaques. Ils perdent neuf hommes et 51 blessés, dont Fannin, tandis que Urrea perd cinquante tués et 140 blessés. Seulement, les Texans commencent à manquer de vivres et de munitions mais refusent de tenter une percée qui les obligerait à laisser les blessés en arrière.
Le lendemain matin, Urrea fait défiler ses hommes avec son artillerie tout juste arrivée. Les Texans ne peuvent que constater le désespoir de leur situation et Fannin finit par accepter de se rendre. Si les Mexicains affirment qu'ils ont capitulé sans condition, les récits des Texans affirment que Urrea leur a promis de les traiter comme des prisonniers de guerre et de leur offrir un sauf-conduit pour les États-Unis. De même, deux jours plus tard, un groupe de soldats d'Urrea encercle Ward et ses hommes à moins de deux kilomètres de Victoria. Malgré l'opposition de Ward, ses hommes décident de se rendre, convaincu qu'ils pourront repartir aux États-Unis.
Le 27 mars, jour du dimanche des Rameaux, Fannin, Ward, Westover et leurs hommes sont exécutés. La cavalerie mexicaine stationnée à proximité pourchasse ceux qui parviennent à s'enfuir et 342 Texans sont tués, tandis que seuls 27 s'enfuient ou sont épargnés. Plusieurs semaines après le massacre de Goliad, le Congrès du Mexicain gracie officiellement tout prisonnier texan qui aurait été condamné à la peine capitale.

### Convention mexicaine de 1836
La Convention du 1er mars 1836 à Washington-on-the-Brazos attire 45 délégués, représentant 21 municipalités. Au bout d'une heure d'introduction, George Childress soumet au vote la déclaration d'indépendance du Texas, adoptée à une grande majorité le lendemain. Le 6 mars, quelques heures après la chute d'Alamo, les premiers survivants arrivent, profondément marqués par l'événement. Le délégué Robert Potter propose alors d'ajourner la convention pour que l'ensemble des délégués rejoigne l'armée. Cependant, Houston les convainc de rester, tandis que lui-même part assurer le commandement des troupes. Assuré du soutien de la convention, il peut pleinement assurer sa charge de général en chef de toutes les forces, régulières, volontaires et de milice, qui se trouvent au Texas.
Au cours des dix jours qui suivent, les délégués préparent la constitution de la nouvelle république du Texas. Des pans entiers reprennent des éléments de la Constitution des États-Unis. Ainsi, la forme du gouvernement est largement similaire, avec un bicamérisme, un chef de l'exécutif et une cour suprême. Toutefois, en rupture avec le modèle américain, la constitution texane prévoit expressément le système de la presse et de l'expropriation quand elle permet de loger des soldats. En outre, elle légalise explicitement l'esclavage et reconnaît le droit du peuple à se rebeller contre le gouvernement. Le 17 mars, la constitution est adoptée et les délégués élisent des représentants par intérim pour diriger le pays, avant de mettre un terme à la convention. Enfin, David Burnet est élu président et, le 18 mars, il décide d'établir son gouvernement à Harrisburg, devenu aujourd'hui un quartier de Houston.

## La retraite: mars-mai 1836

### LaRunaway Scrape
Le 11 mars, Santa Anna envoie une colonne de soldats rejoindre Urrea, avec pour ordre de se diriger sur Brazoria une fois que les hommes de Fannin auront été neutralisés. Un autre corps de 700 hommes, conduit par le général Antonio Gaona doit avancer le long de Camino Real pour Mina puis Nacogdoches. Enfin, le général Joaquin Ramirez y Sesma dirige 700 hommes vers San Felipe. Ensuite, les différentes colonnes mexicaines doivent prendre la route du nord-est, sur des voies parallèles espacées de soixante à quatre-vingt kilomètres.
Le jour du départ des troupes mexicaines de Béxar, Houston arrive à Gonzales et informe les 374 volontaires qui s'y trouvent, certains sans armes, que le Texas est désormais une république indépendante. A 11 heures le 13 mars, Susanna Dickinson et Joe rapportent la nouvelle de la défaite d'Alamo et de la progression mexicaine. Un conseil de guerre se réunit à la hâte, qui prend la décision d'évacuer la zone et de se retirer. L'évacuation commence à minuit et se déroule très rapidement. Tout ce qui ne peut être transporté est brûlé et les deux derniers canons sont envoyés par le fond dans le fleuve Guadalupe. Quand Ramirez y Sesma atteint Gonzales le matin du 14 mars, certains des feux allumés fument encore.
La plupart des civils fuient à pieds, parfois avec leurs jeunes enfants, tandis qu'une compagnie de cavalerie dirigée par Seguin et Salvador Flores, des Tejanos, assure l'arrière-garde et fait évacuer les ranchs les plus isolés, protégeant les fuyards des attaques des Mexicains ou des Indiens. À mesure que l'armée bat en retraite, de nouveaux civils affluent et cet attroupement peine à maintenir un rythme élevé, d'autant que les pluies torrentielles rendent les cours d'eau difficilement franchissables et les routes boueuses.
Avec l'expansion de la nouvelle de la chute d'Alamo, les rangs des volontaires gonflent pour atteindre 1 400 hommes le 19 mars. Quand Houston apprend la défaite de Fannin le 28 mars, il réalise que l'armée qu'il a directement sous ses ordres est le dernier rempart du Texas indépendant. Or, cette force est mal entraînée et indisciplinée. Houston a conscience qu'elle ne peut guère être utilisée au-delà d'une seule bataille rangée et évite soigneusement l'affrontement, de crainte d'être pris à revers. Le 28 mars, l'armée texane a battu en retraite sur près de 200 kilomètres, traversant les fleuves Navidad et Colorado. Mécontents d'être ainsi contraints à la fuite, beaucoup d'hommes désertent ou commencent à médire sur leur commandant.
Le 31 mars, Houston fait une pause à Groce's Landing, à 24 kilomètres au nord de San Felipe. Là, deux compagnies expriment leur refus de battre en retraite plus loin et reçoivent la mission de garder les points de passage sur le fleuve Brazos. Lors des deux semaines suivantes, les Texans se reposent et, pour certains, guérissent des maladies qui les frappent. Enfin, ils en profitent pour s'entraîner. En outre, deux canons, appelés les Twin Sisters (Les Jumelles) arrivent en provenance de Cincinnati. Le secrétaire par intérim de la guerre, Thomas Rusk, rejoint le camp de l'armée avec l'ordre de remplacer Houston s'il refuse de se battre. Cependant, Houston le persuade vite que sa stratégie est pertinente au regard de la situation. Dans le même temps, le secrétaire d’État P. Carson conseille à Houston de continuer à se replier jusqu'à la Sabine, où il peut profiter de l'afflux de nouveaux volontaires venus des États-Unis. Enfin, Burnet l'incite fortement à livrer bataille, lui écrivant que ses ennemis le moquent et que le pays attend de lui de se battre. Conscient de la gravité de la situation, Houston en vient à faire passer le message que tout membre de l'armée qui tenterait de l'évincer passerait en cour martiale avec le risque d'une condamnation à mort.
De son côté, Santa Anna et une force réduite demeurent à Béxar. Quand il apprend que Miguel Barragan est mort, il hésite à revenir à Mexico pour y conforter son autorité. Toutefois, il craint qu'un succès de Urrea ne menace son pouvoir en en faisant un rival. Par conséquent, il décide de superviser la phase finale de la campagne. Il quitte Béxar le 29 mars pour rejoindre Ramirez y Sesma, ne laissant qu'une petite garnison derrière lui. À l'aube du 7 avril, les forces combinées des deux généraux marchent sur San Felipe et font prisonnier un soldat texan, qui les informe que les Texans prévoient de fuir si les Mexicains franchissent la Brazos. Toutefois, le point de passage est défendu par une garnison des rebelles et, frustré, Santa Anna décide de conduire 700 hommes pour s'emparer du gouvernement texan. Celui-ci fuit quelques heures avant l'arrivée des Mexicains à Harrisburg et Santa Anna envoie le colonel Juan Almonte et 50 cavaliers pour les intercepter à New Washington. Quand Almonte arrive, Burnet est déjà sur un bateau à vapeur en partance pour l'île de Galveston. Si le navire, tout juste parti, est encore à portée, Almonte retient ses hommes pour ne pas risquer de toucher des membres de la famille du président texan. 
En dépit de cet échec, Santa Anna est convaincu que la rébellion vit ses derniers moments. Son gouvernement est en exil, sans moyen de communication avec l'armée de Houston, lequel répugne à combattre. Pour le général mexicain, il lui suffit de bloquer toute retraite et de contraindre son adversaire à une bataille qui signerait la fin de la guerre. Cependant, des éclaireurs d'Almonte se trompent quand ils indiquent que l'armée de Houston est sur la route de Lynchburg Crossing, sur le Bayou Buffalo, tentant de rejoindre l'île de Galveston. Ce renseignement induit en erreur Santa Anna qui fait incendier Harrisburg et se presse pour atteindre Lynchburg.
Dans le même temps, l'armée texane reprend sa marche vers l'est. Le 16 avril, ils arrivent à un carrefour. Vers le nord, une route part en direction de Nacogdoches, tandis qu'une autre se rend à Harrisburg. L'avant-garde, sans instruction, prend le chemin de la capitale où elle arrive le 18 avril, peu après le départ des Mexicains. Le même jour, Deaf Smith et Henry Karnes capturent une estafette mexicaine portant sur elle des renseignements sur la localisation et les plans de toutes les troupes mexicaines au Texas. Les Texans se rendent alors compte que Santa Anna ne dispose que d'une petite troupe avec lui, à proximité directe de leur position. Houston réagit et exhorte ses hommes à se préparer au combat, pour venger Alamo et Goliad. Son armée se dirige à marche forcée pour Lynchburg et demande à Seguin de rester en arrière, à Harrisburg, de peur que les Texans ne parviennent à différencier les troupes mexicaines des Tejanos. Toutefois, ces derniers protestent vigoureusement et l'ordre est annulé au profit du port d'une pièce de tissu sur leur chapeau pour les différencier des troupes mexicaines.

### Bataille de San Jacinto
La région autour de Buffalo Bayou comprend d'épaisses forêts séparées de marais. Ce terrain, familier des Texans, est étranger aux Mexicains. L'armée de Houston comprend 900 hommes et atteint Lynch's Ferry le 20 avril, tandis que les 700 hommes de Santa Anna arrivent quelques heures plus tard. Les Texans s'établissent dans une zone boisée le long de Buffalo Bayou. L'emplacement fournit une bonne couverture mais il n'autorise aucune retraite. Santa Anna choisit de placer son camp sur un lieu vulnérable, une plaine près du fleuve San Jacinto bordée de bosquets d'un côté et d'un marais et d'un lac de l'autre. Les deux camps sont distants de cinq cents mètres, séparés par une zone herbeuse avec une légère éminence en son milieu. Le colonel Pedro Delgado, qui partage l'avis d'autres officiers mexicains, critique vivement le choix de Santa Anna qu'il estime contraire aux principes de base de la castramétation.

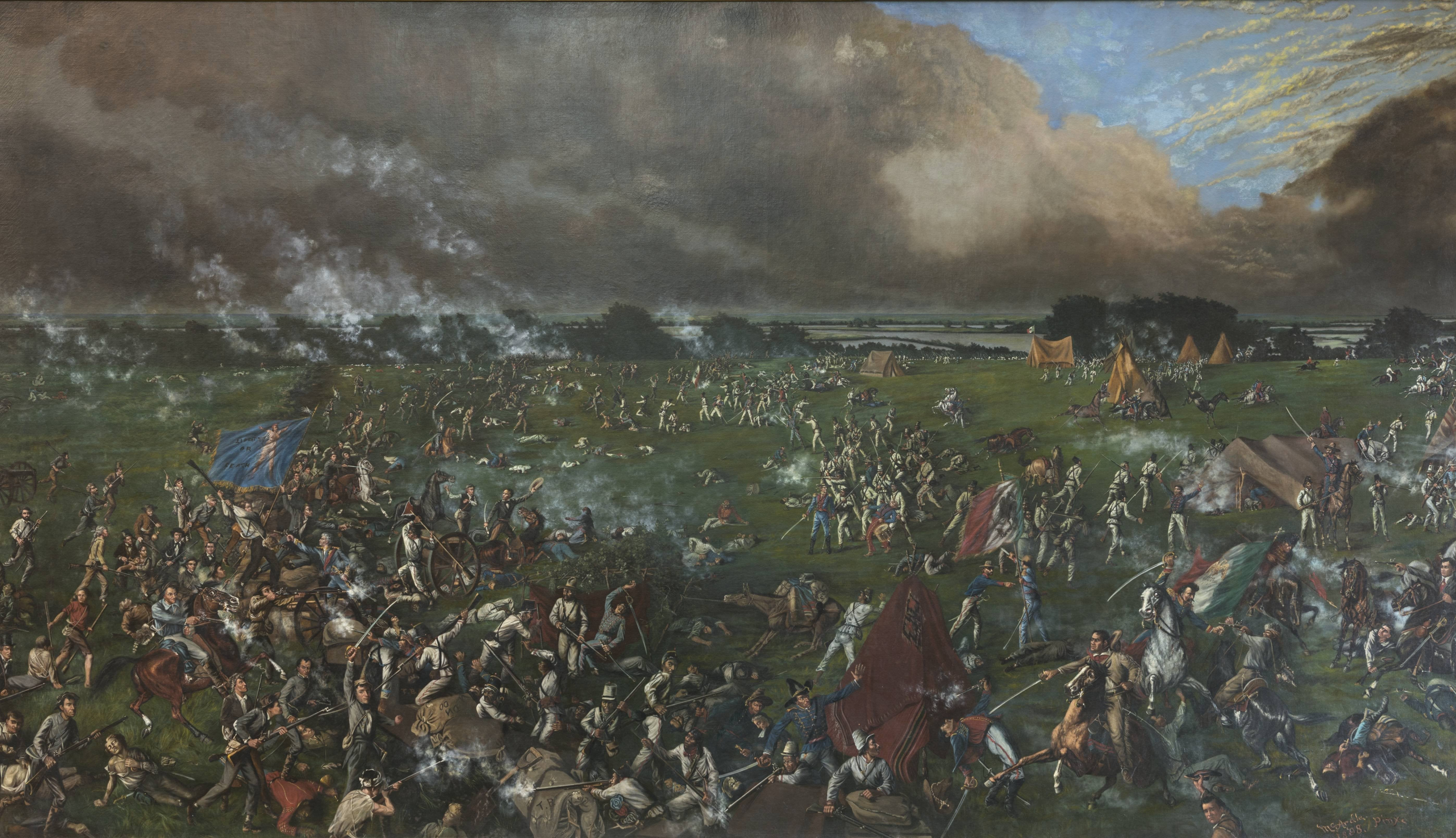
La bataille de San Jacinto peinte par Henry Arthur McArdle.

Au cours des heures suivantes, deux escarmouches interviennent. Les Texans remportent la première en contraignant un petit groupe de dragons et d'artillerie mexicains à se retirer. En revanche, au cours de la deuxième, ce sont les dragons mexicains qui forcent la cavalerie texane à battre en retraite. Au cours du combat, Rusk, alors à pieds, manque de se faire capturer mais il est secouru par le volontaire texan Mirabeau Bonaparte Lamar. Malgré les objections de Houston, des soldats se jettent à l'assaut et, alors que la cavalerie texane cède, Lamar reste en arrière pour aider un autre soldat tombé de son cheval. En dépit de ces actes de bravoure, Houston est furieux envers l'indiscipline de ses hommes, qui permet à Santa Anna de mieux évaluer les forces de son adversaire, tandis que les soldats texans critiquent l'inaction de son général.
Au cours de la nuit, les forces mexicaines fortifient leur camp à la hâte. A 9 heures du matin, Cos arrive avec 540 renforts, ce qui porte les troupes mexicaines à 1 200 hommes, leur permettant d'acquérir la supériorité numérique. Toutefois, les hommes de Cos sont de jeunes recrues sans expérience, qui sortent d'une marche forcée sans repos ni vivre. En raison de l'inaction des Texans, les officiers mexicains baissent leur garde et, vers midi, Santa Anna autorise les soldats de Cos à se reposer, tandis que ses propres troupes en profitent aussi pour se restaurer et faire la sieste.
Peu de temps après l'arrivée des renforts mexicains, Houston ordonne à Smith de détruire le pont de Vince à huit kilomètres de là, pour ralentir toute arrivée de nouveaux renforts. A 16 heures, les Texans commencent à progresser silencieusement à travers le no man's land, traînant leur canon derrière eux. Celui-ci commence à faire feu à 16 heures 30, marquant le début de la bataille de San Jacinto. Après une première volée, les Texans brisent les rangs pour se lancer à l'assaut des défenses mexicaines, prêts à un combat au corps à corps. Les soldats mexicains sont complètement pris par surprise. Santa Anna, Castrillon et Almonte hurlent des ordres contradictoires, tentant d'organiser la défense. Cependant, en moins de vingt minutes, les premiers soldats mexicains commencent à fuir en désordre, provoquant un vaste mouvement de panique.
Beaucoup fuient à travers le marais vers le lac Peggy. Les Texans n'ont qu'à s'installer sur les rives pour tirer sur tout ce qui bouge. Des officiers rebelles tentent bien de mettre un terme à ce qui s'apparente à un massacre mais sans succès. Les soldats texans clament Remember the Alamo ! Remember Goliad ! (« Souvenez-vous d'Alamo et de Goliad ! »), tandis que les Mexicains en sont réduits à supplier d'être épargnés. L'historien Davis voit dans cette bataille l'un des affrontements les plus à sens unique dans l'histoire, lors duquel 650 soldats mexicains sont tués et 300 capturés, tandis que seuls onze Texans périssent et trente sont blessés, dont Houston.
Si la victoire est d'ampleur, les troupes de Santa Anna ne représente qu'une fraction des forces mexicaines au Texas. 4 000 hommes supplémentaires restent sous le commandement de Urrea et du général Vicente Filisola. Le succès de San Jacinto repose largement sur les erreurs de San Jacinto, tandis que Houston sait qu'il est difficile d'espérer reproduire une telle victoire.

### La retraite mexicaine

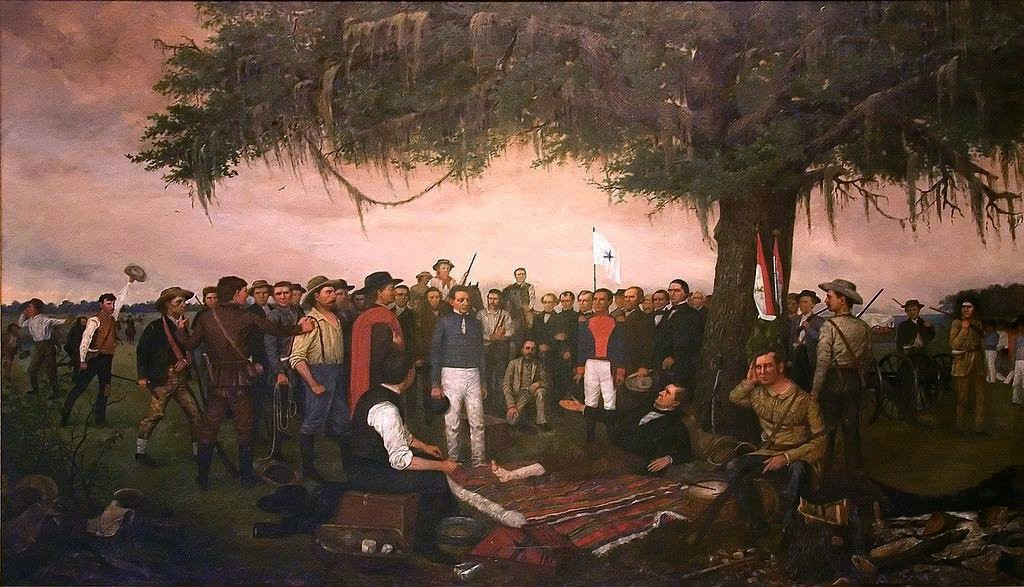
La reddition de Santa Anna représentée par William Henry Huddle.

Santa Anna parvient dans un premier temps à s'échapper vers le Vince's Bridge que les Texans viennent de détruire. Il tente alors de se cacher dans les marais mais finit par être capturé le lendemain. Il est amené devant Houston, alors blessé à la cheville. Rapidement, les Texans réclament son exécution, tandis que Santa Anna tente de négocier sa vie en suggérant qu'il peut ordonner aux troupes mexicaines restantes de se retirer. Dans une lettre à Filisola, général en chef des troupes mexicaines au Texas, il l'informe d'une rencontre infortunée, sans plus de précisions, puis lui ordonne de se replier sur Béxar.
En parallèle, Urgea pousse Filisola à continuer le combat et pense qu'il est tout à fait en mesure de battre les Texans. Seulement, Filisola craint un nouveau désastre tandis que les pluies du printemps rendent les routes impraticables. Bientôt, les troupes sont en manque de vivres et souffrent de maladies. Leurs lignes de ravitaillement sont interrompues et aucun envoi de renforts n'est prévu. Plus tard, Filisola écrit que dans ces circonstances, ses hommes n'auraient pu opposer de résistance en cas d'attaque ennemie.
Quant à Santa Anna, il poursuit ses négociations pendant plusieurs semaines avec Houston, Rusk, puis Burnet. Santa Anna suggère deux traités. Le premier, public, doit clarifier les stipulations relatives aux deux belligérants et le deuxième, privé, inclut les dispositions propres à Santa Anna. Ces pourparlers débouchent sur les traités de Velasco qui prévoient le retrait des troupes mexicaines au sud du Rio Grande, ainsi que le rétablissement de toutes les propriétés privées. Les prisonniers de guerre doivent être libérés et Santa Anna obtient un sauf-conduit pour Veracruz. Secrètement, il promet aussi de convaincre le Congrès mexicain de reconnaître tant la république du Texas que la frontière sur le Rio Grande.
Quand Urrea se replie vers le sud à la mi-mai, de nombreuses familles de San Patricio qui soutiennent les Mexicains décident de les rejoindre et, quand les Texans arrivent au début du mois de juin, seules vingt familles sont encore restantes. La zone autour de San Patricio et de Refugio souffre ainsi d'un dépeuplement notable. Si le traité contraint Urrea et Filisola à céder les esclaves que leurs troupes auraient libéré ou accueilli, Urrea refuse de se plier à cet ordre et de nombreux anciens esclaves préfèrent prendre la route du Mexique. À la fin du mois de mai, les Mexicains franchissent la Nueces, tandis que Filisola croit encore que cette retraite n'est que temporaire et qu'une deuxième campagne sera mené pour reprendre le Texas.

## Conséquences
Quand les autorités mexicaines apprennent la défaite de San Jacinto, les drapeaux sont mis en berne et tout accord conclu par Santa Anna est dénoncé. Elles refusent de reconnaître la république du Texas et remplacent Filisola par Urrea pour gérer la retraite. Le nouveau général réunit 6 000 hommes dans l'objectif de reprendre l'offensive mais cette armée est finalement envoyée pour combattre des soulèvements fédéralistes ailleurs au Mexique. Au Texas, la crainte demeure d'une invasion et de nombreux volontaires affluent, au point que le gouvernement texan ne parvient plus à actualiser l'état des effectifs. Rusk ordonne à tous les Tejanos vivant entre le fleuve Guadalupe et le fleuve Nueces de rejoindre soit le Mexique, soit le Texas. Ceux qui refusent sont déplacés de force, tandis que des colons anglo-saxons en profitent pour s'emparer des terres des Tejanos. Ainsi, dans les années qui suivent, des centaines de ces derniers trouvent refuge au Mexique.
Pendant plusieurs années, la perspective d'une reconquête du Texas sert à justifier de nouveaux impôts au Mexique, tandis que l'armée demeure le principal poste de dépenses d'un pays appauvri. Néanmoins, aucune opération d'envergure n'est menée et seules quelques escarmouches interviennent à la frontière. La persistance de rébellions empêche l'armée mexicaine d'être regroupée contre le Texas, d'autant que le gouvernement central craint que l'exemple texan n'inspire d'autres régions, à l'image de l'éphémère république du Rio Grande fondée en 1840. Finalement, en juin 1843, un armistice est conclu.

## Sources
- (en) William C. Davis, Lone Star Rising : The Revolutionary Birth of the Texas Republic, Free Press, 2004, 354 p. (ISBN 0-684-86510-6, lire en ligne).
- (en) Anne Dingus, The Truth About Texas, Houston, Gulf Publishing Company, 1995, 190 p. (ISBN 0-87719-282-0).
- (en) Stephen L. Hardin, Texian Iliad, Austin, University of Texas Press, 1994, 321 p. (ISBN 0-292-73086-1).
- (en) Walter Lord, A Time to Stand, Lincoln, University of Nebraska Press, 1961, 255 p. (ISBN 0-8032-7902-7, lire en ligne).
- (en) Albert A. Nofi, The Alamo and The Texas War for Independence, New York, Da Capo Press, 1992, 222 p. (ISBN 0-306-81040-9).